# Lancer du disque masculin aux championnats du monde d'athlétisme 2017
Pour un article plus général, voir Championnats du monde d'athlétisme 2017.
Navigation
Pékin 2015 Doha 2019
L'épreuve du lancer du disque masculin des championnats du monde de 2017 se déroule les 4 et 5 août 2017 dans le Stade olympique de Londres, au Royaume-Uni. Elle est remportée par le Lituanien Andrius Gudžius.

## Critères de qualification
Pour se qualifier pour les championnats, il faut avoir réalisé 65,00 m ou plus entre le 1er octobre 2016 et le 23 juillet 2017.

## Médaillés
| Or              | Argent       | Bronze       |
| Andrius Gudžius | Daniel Ståhl | Mason Finley |

## Résultats

### Finale
| Rang               | Athlète              | Pays       | Essais  | Essais  | Essais  | Essais  | Essais  | Essais  | Marque  | Notes |
| Rang               | Athlète              | Pays       | 1       | 2       | 3       | 4       | 5       | 6       | Marque  | Notes |
| ------------------ | -------------------- | ---------- | ------- | ------- | ------- | ------- | ------- | ------- | ------- | ----- |
| Médaille d'or      | Andrius Gudžius      | Lituanie   | 67,52 m | 69,21 m | 63,43 m | x       | 63,98 m | 67,89 m | 69,21 m | PB    |
| Médaille d'argent  | Daniel Ståhl         | Suède      | x       | 69,19 m | 66,58 m | 68,57 m | x       | 63,06 m | 69,19 m |       |
| Médaille de bronze | Mason Finley         | États-Unis | 67,07 m | 68,03 m | 65,21 m | 37,36 m | 66,59 m | x       | 68,03 m | PB    |
| 4                  | Fedrick Dacres       | Jamaïque   | 65,62 m | 65,70 m | x       | 65,83 m | 64,41 m | 64,47 m | 65,83 m |       |
| 5                  | Piotr Malachowski    | Autriche   | 63,96 m | 65,14 m | 64,88 m | x       | 65,24 m | 63,92 m | 65,24 m |       |
| 6                  | Robert Harting       | Allemagne  | 65,10 m | x       | 64,75 m | x       | x       | x       | 65,10 m |       |
| 7                  | Robert Urbanek       | Pologne    | 61,93 m | 64,15 m | 63,91 m | 64,14 m | x       | 63,46 m | 64,15 m |       |
| 8                  | Traves Smikle        | Jamaïque   | 63,64 m | 64,04 m | x       | 62,28 m | x       | 63,37 m | 64,04 m |       |
| 9                  | Lukas Weisshaidinger | Autriche   | 63,76 m | 62,75 m | x       |         |         |         | 63,76 m |       |
| 10                 | Apostolos Parellis   | Chypre     | 62,18 m | 63,17 m | x       |         |         |         | 63,17 m |       |
| 11                 | Simon Pettersson     | Suède      | 55,58 m | 60,39 m | x       |         |         |         | 60,39 m |       |
| 12                 | Gerd Kanter          | Estonie    | 59,72 m | 60,00 m | x       |         |         |         | 60,00 m |       |

### Qualification
Qualification : 64.50 m (Q) ou les 12 meilleurs performeurs (q).
| Rang | Groupe | Nom                   | Nationalité                | Essai 1 | Essai 2 | Essai 3 | Marque  | Notes |
| ---- | ------ | --------------------- | -------------------------- | ------- | ------- | ------- | ------- | ----- |
| 1    | A      | Daniel Ståhl          | Suède                      | 61,83 m | 67,64 m |         | 67,64 m | Q     |
| 2    | B      | Andrius Gudžius       | Lituanie                   | 67,01 m |         |         | 67,01 m | Q     |
| 3    | A      | Robert Harting        | Allemagne                  | 65,32 m |         |         | 65,32 m | Q     |
| 4    | A      | Piotr Małachowski     | Pologne                    | 65,13 m |         |         | 65,13 m | Q     |
| 5    | B      | Fedrick Dacres        | Jamaïque                   | 64,46 m | 64,28 m | 64,82 m | 64,82 m | Q     |
| 6    | A      | Mason Finley          | États-Unis                 | 63,98 m | 64,76 m |         | 64,76 m | Q     |
| 7    | B      | Simon Pettersson      | Suède                      | 60,43 m | x       | 63,69 m | 63,69 m | q     |
| 8    | B      | Robert Urbanek        | Pologne                    | 62,37 m | 63,67 m | 63,04 m | 63,67 m | q     |
| 9    | B      | Gerd Kanter           | Estonie                    | x       | 63,61 m | x       | 63,61 m | q     |
| 10   | A      | Lukas Weißhaidinger   | Autriche                   | 63,57 m | x       | 61,48 m | 63,57 m | q     |
| 11   | A      | Apóstolos Paréllis    | Chypre                     | 63,36 m | 62,68 m | 62,67 m | 63,36 m | q     |
| 12   | A      | Traves Smikle         | Jamaïque                   | 63,23 m | x       | x       | 63,23 m | q     |
| 13   | B      | Lolassonn Djouhan     | France                     | 58,00 m | 63,21 m | 61,35 m | 63,21 m |       |
| 14   | A      | Philip Milanov        | Belgique                   | 62,94 m | x       | 63,16 m | 63,16 m |       |
| 15   | A      | Ehsan Hadadi          | Iran                       | 63,03 m | 61,22 m | 60,92 m | 63,03 m |       |
| 16   | B      | Mauricio Ortega       | Colombie                   | x       | 62,34 m | 62,97 m | 62,97 m |       |
| 17   | A      | Martin Kupper         | Estonie                    | 59,49 m | 62,11 m | 62,71 m | 62,71 m |       |
| 18   | B      | Victor Hogan          | Afrique du Sud             | 61,76 m | 62,26 m | x       | 62,26 m |       |
| 19   | B      | Alexander Rose        | Samoa                      | 61,62 m | x       | 59,63 m | 61,62 m |       |
| 20   | B      | Andrew Evans          | États-Unis                 | 61,32 m | 60,47 m | 60,78 m | 61,32 m |       |
| 21   | B      | Benn Harradine        | Australie                  | 60,00 m | x       | 60,95 m | 60,95 m |       |
| 22   | B      | Zoltán Kövágó         | Hongrie                    | 56,71 m | 56,26 m | 59,46 m | 59,46 m |       |
| 23   | B      | Viktor Butenko        | Athlètes neutres autorisés | 59,29 m | x       | x       | 59,29 m |       |
| 24   | A      | Niklas Arrhenius      | Suède                      | 58,91 m | x       | 58,84 m | 58,91 m |       |
| 25   | A      | Erik Cadée            | Pays-Bas                   | 58,19 m | x       | 58,90 m | 58,90 m |       |
| 26   | A      | Sven Martin Skagestad | Norvège                    | x       | 57,89 m | 58,86 m | 58,86 m |       |
| 27   | B      | Mustafa Al-Saamah     | Irak                       | 57,77 m | 56,38 m | 58,40 m | 58,40 m |       |
| 28   | A      | Mitchell Cooper       | Australie                  | x       | 56,20 m | 57,26 m | 57,26 m |       |
| 29   | B      | Nicholas Percy        | Royaume-Uni                | x       | 52,56 m | 56,93 m | 56,93 m |       |
| 30   | A      | Marshall Hall         | Nouvelle-Zélande           | x       | 56,64 m | 54,20 m | 56,64 m |       |
| —    | A      | Rodney Brown          | États-Unis                 | x       | x       | x       | NM      |       |
| —    | B      | Martin Wierig         | Allemagne                  | x       | x       | x       | NM      |       |

## Légende
Records et Performances
- AR : Record continental (area record)
- CR : Record des championnats (championship record)
- MR : Record du meeting (meet record)
- NR : Record national (national record)
- OR : Record olympique (olympic record)
- PR : Record paralympique (paralympic record)
- PB : Record personnel (personal best)
- SB : Meilleure performance personnelle de la saison (season's best)
- WL : Meilleure performance mondiale de l'année (world leader)
- WJR : Record du monde junior (world junior record)
- WR : Record du monde (world record)

Circonstances et Conditions
- DNF : N'a pas terminé (did not finish)
- DNS : N'a pas pris le départ (did not start)
- DQ : Disqualification (disqualification)
- NM : Aucun essai valable enregistré (No Mark)
- Q : Qualifié « directement » au prochain tour (ou à la prochaine compétition), lors d'une compétition majeure, grâce au classement ou à la réalisation des minima (automatic qualifier)
- q : Qualifié au prochain tour (ou à la prochaine compétition), lors d'une compétition majeure, grâce au repêchage ou à la réalisation de l'une des meilleures performances parmi celles des « non qualifiés directement » (grâce au meilleur temps ou à la meilleure distance par exemple) (secondary qualifier)